# Harrisburg (Pennsylvania)

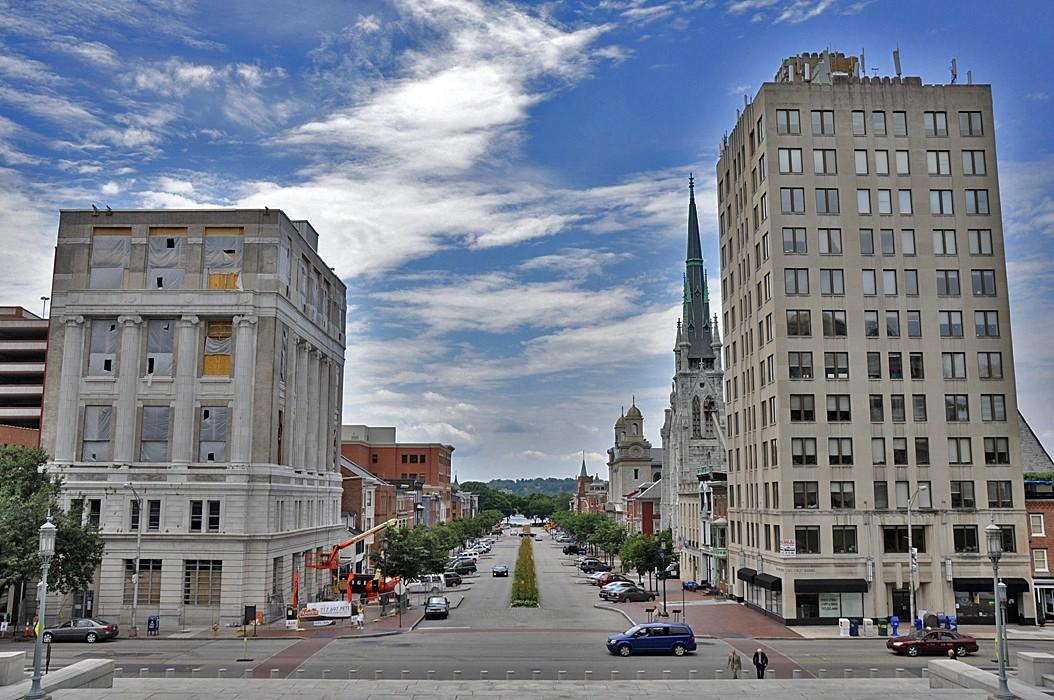
State Street

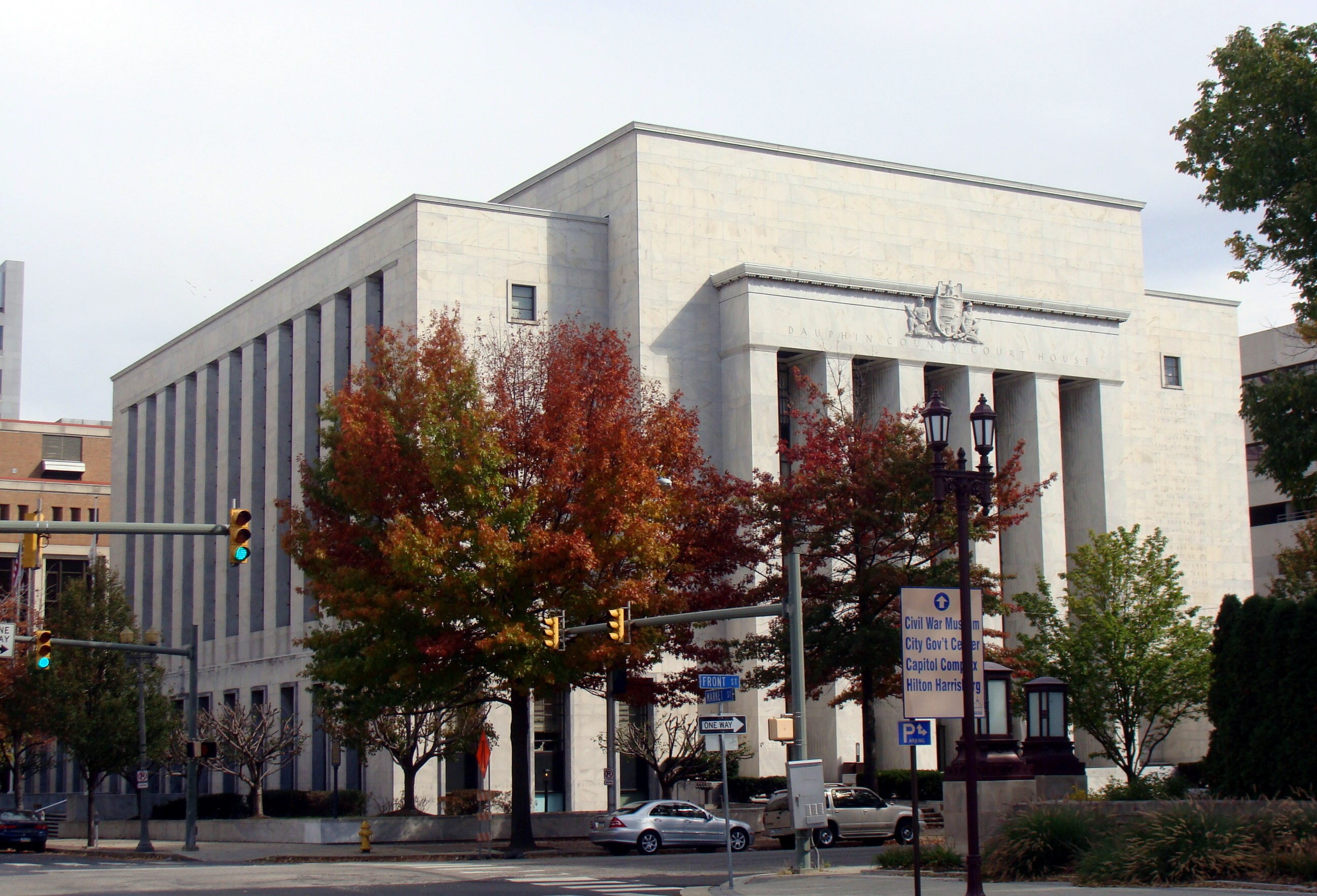
Dauphin County Courthouse

Harrisburg ist die Hauptstadt des US-Bundesstaates Pennsylvania. Das U.S. Census Bureau hat bei der Volkszählung 2020 eine Einwohnerzahl von 50.099 ermittelt. Die Stadt liegt im Dauphin County im Südosten des Bundesstaates am Susquehanna River.
Ursprünglich hieß die Stadt Harris’ Ferry (Harris war der Familienname eines Gründers der Stadt). 1785 erhielt sie den heutigen Namen und wurde 1812 zur Hauptstadt des Bundesstaates Pennsylvania erhoben.
Die Stadt Harrisburg ist 1979 durch einen Unfall in der Nachbarstadt Middletown im Kernkraftwerk Three Mile Island weltweit bekannt geworden.

## Geschichte
Drei Bauwerke in Harrisburg haben den Status einer National Historic Landmark, das Simon Cameron House, die Harrisburg Central Railroad Station and Trainshed und der Pennsylvania State Capitol Complex. 34 Bauwerke und Stätten der Stadt sind im National Register of Historic Places (NRHP) eingetragen (Stand 7. März 2020).

## Verkehr

### Straße
Harrisburg ist über drei Autobahnen an das Interstate-Highway-System angebunden. Die gebührenpflichtige Interstate 76 (Pennsylvania Turnpike) verbindet die Stadt mit Pittsburgh und Philadelphia. Sie befindet sich etwa vier Meilen südlich des Stadtzentrums in West-Ost-Richtung und überquert dabei den Susquehanna. Die Interstate 81 von Tennessee nach New York City verläuft annähernd parallel zu ihr und in etwa gleichem Abstand auf der anderen Seite der Stadt. Die Interstate 83 von Baltimore erreicht die Stadt aus südlicher Richtung; sie erstreckt sich zunächst von westlich des Susquehannas, kreuzt die Interstate 76, führt dann unmittelbar südlich des Stadtzentrums über den Fluss und mündet schließlich nordöstlich der Stadt in die Interstate 81.
Von der Interstate 83 zweigen im Stadtgebiet drei weitere kreuzungsfrei ausgebaute Ausfallstraßen ab. Der Harrisburg Expressway reicht Richtung Nordwesten zur Interstate 81, zur Interstate 76 führen die Interstate 283 in südöstlicher Richtung sowie die U.S. Highway 15 in südwestlicher Richtung. Ähnlich ausgebaut sind zudem die U.S. Highway 22 entlang des Susquehanna nach Norden sowie die Pennsylvania State Route 283 nach Südosten als Verlängerung der Interstate 283.

### Schiene

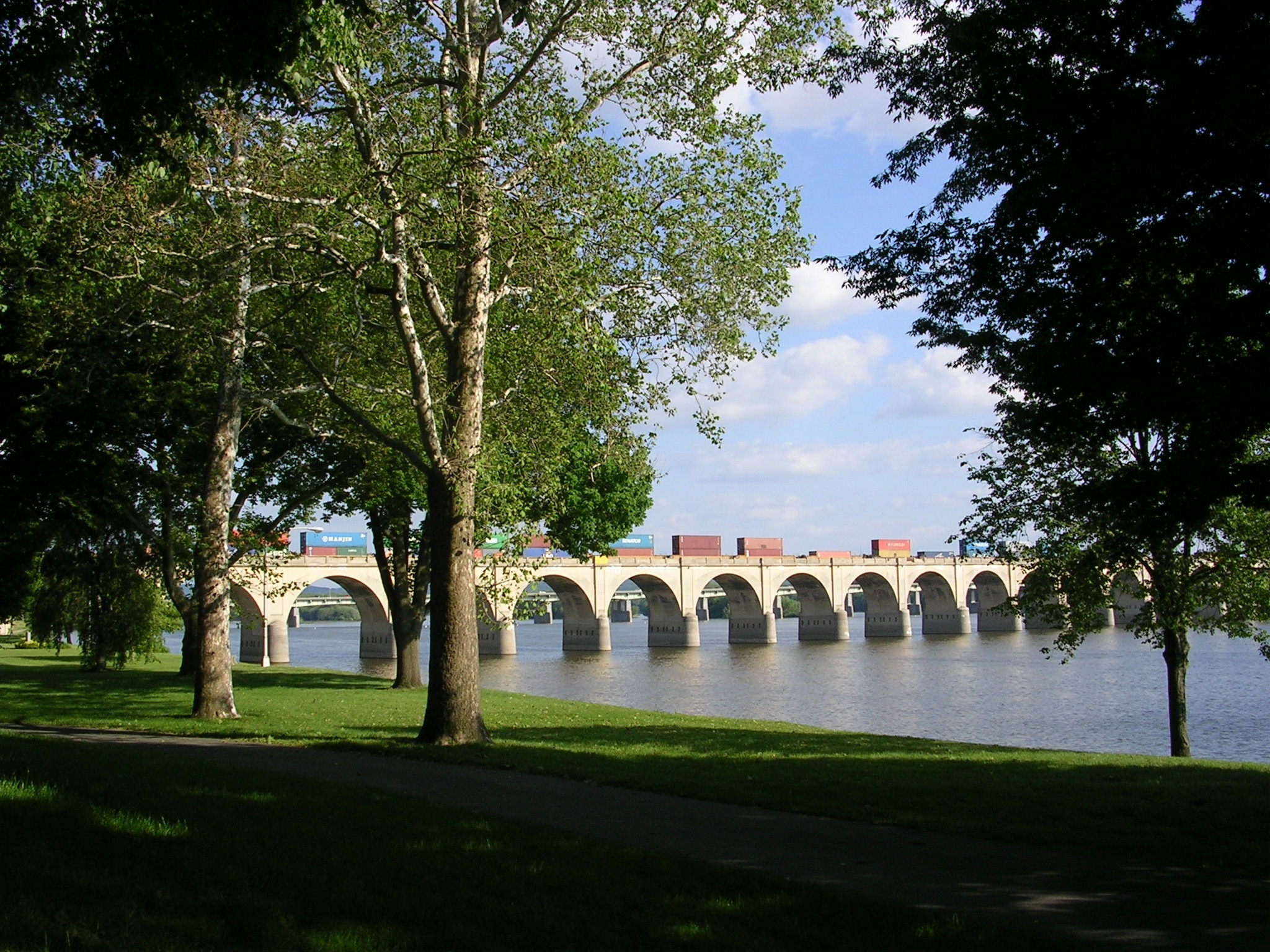
Die Philadelphia and Reading Railroad Bridge über den Susquehanna.

Harrisburg ist einer der wichtigsten Bahnknoten Pennsylvanias mit einem Personen- und mehreren Betriebsbahnhöfen, zwei Containerterminals sowie einem Rangierbahnhof. Ferner überspannen mit der Rockville Bridge, der Cumberland Valley Railroad Bridge und der Philadelphia and Reading Railroad Bridge drei Eisenbahnbrücken den Susquehanna. Von Harrisburg aus führen Strecken nach Philadelphia, Pittsburgh, Baltimore, zum Eriesee sowie nach Reading und Hagerstown. Die Strecke nach Philadelphia ist als einzige elektrifiziert.
Der Personenbahnhof Harrisburg Transportation Center liegt unmittelbar östlich des Stadtkerns. Er wird vom Amtrak-Fernverkehr einmal täglich pro Richtung in der Relation New York–Philadelphia–Harrisburg–Pittsburgh (Pennsylvanian) bedient. Nach Philadelphia verkehren unter dem Namen Keystone Corridor weitere 14 Zugpaare täglich. Gemessen am Passagieraufkommen war er (2007) mit 465.000 Fahrgästen der zweitwichtigste Personenbahnhof Pennsylvanias hinter der 30th Street Station in Philadelphia. Ein Nahverkehrssystem mit Linienstern Harrisburg ist in Planung.
Der Güterverkehr wird hauptsächlich von der Norfolk Southern abgewickelt. Die Stadt ist Namensgeberin ihrer Harrisburg Division. Die Canadian Pacific Railway fährt Harrisburg von Norden her an.

### Bus
Der Personennahverkehr in der Region wird durch die Capitol Area Transit (CAT) abgewickelt, die ein Liniennetz mit 26 Buslinien und vier weiteren Schnellbussen für Pendler betreibt. Der zentrale Busbahnhof befindet sich am Market Square im Stadtzentrum. Die Überlandbusse von Greyhound Lines, Capitol Trailways, Fullington Trailways und Susquehanna Trailways verkehren vom Personenbahnhof aus in zahlreiche weiter entfernte Groß- und Mittelstädte.

### Luftverkehr
In der Nähe Harrisburgs liegen zwei Flughäfen, die beide von der Susquehanna Area Regional Airport Authority (SARAA) betrieben werden.
Der Harrisburg International Airport befindet sich etwa acht Meilen (12,9 km) südöstlich der Stadt am Ostufer des Susquehanna in der Ortschaft Middletown. Er wird von mehreren Fluggesellschaften bedient, die Direktflüge in insgesamt fünfzehn Städte an der Ostküste und im Mittelwesten der USA sowie nach Kanada anbieten. Ebenso spielt er eine wichtige Rolle bei der Luftfracht, vor allem der Paketpost. Gemessen an Passagier- und Frachtaufkommen ist er hinter Philadelphia und Pittsburgh der drittgrößte Flughafen Pennsylvanias.
Etwa drei Meilen (vier Kilometer) südlich des Stadtzentrums und am anderen Flussufer liegt der Capital City Executive Airport. Er dient vor allem dem benachbarten Defense Distribution Center, einem bedeutenden Logistikzentrum der Streitkräfte der Vereinigten Staaten. Er ist aber auch für den zivilen Luftverkehr freigegeben und wird für Privatflüge genutzt.

## Wirtschaft und Finanzen
Misswirtschaft, insbesondere im Zusammenhang mit dem Bau einer mangels Auslastung hohe Verluste generierenden Müllverbrennungsanlage, hat die Stadt finanziell ruiniert. Am 12. Oktober 2011 hat Harrisburg offiziell seine Zahlungsunfähigkeit bekanntgegeben, nachdem ausstehende Anleihen nicht zurückgezahlt werden konnten.

## Bildung
In Harrisburg befindet sich die Dauphin County Law Library.

## Städtepartnerschaften
- Maʿalot-Tarshiha, Israel
- Pachuca de Soto, Mexiko

## Söhne und Töchter der Stadt
- Kurt Angle (* 1968), Goldmedaillengewinner im Ringen und Profiwrestler
- Alice Aycock (* 1946), Bildhauerin
- Cleve Benedict (* 1935), Politiker, Kongressabgeordneter für West Virginia
- Jennifer Brady (* 1995), Tennisspielerin
- Glenn Branca (1948–2018), Avantgarde-Komponist und Gitarrist
- Earl Burtnett (1899–1936), Pianist und Bigband-Leader
- Gwen Cheeseman (* 1951), Hockeyspielerin
- Adam Chubb (* 1981), Basketballspieler
- Marques Colston (* 1983), Footballspieler
- David Conner (1792–1856), Marineoffizier
- Julie Culley (* 1981), Langstreckenläuferin
- Bob Davies (1920–1990), Basketballspieler
- Art Davis (1934–2007), Kontrabassist
- Lavinia Dock (1858–1956), Krankenschwester, Pflegewissenschaftlerin und Pflegehistorikerin
- Barney Ewell (1918–1996), Leichtathlet und Olympiasieger
- Carmen Finestra (* 1947), Film- und Fernsehproduzent und Schauspieler
- Craig P. First (* 1960), Komponist und Musikpädagoge
- Tory Ann Fretz (* 1942), Tennisspielerin
- James Allen Gähres (* 1943), Dirigent
- George Gekas (1930–2021), Politiker, Kongressabgeordneter für Pennsylvania
- Newt Gingrich (* 1943), Politiker, Kongressabgeordneter für Georgia
- Simon Girty (1741–1818), indianischer Krieger weißer, europäischer Abstammung
- Dennis Green (1949–2016), Footballtrainer
- Bryce Hall (* 1997), American-Football-Spieler
- Dan Hartman (1950–1994), Rock-Multiinstrumentalist
- Winston Hibler (1910–1976), Drehbuchautor, Filmproduzent und -regisseur sowie Schauspieler und Off-Sprecher
- Nancy Kulp (1921–1991), Schauspielerin und Comedian
- Jeremy Linn (* 1975), Schwimmer
- Barry B. Longyear (1942–2025), Science-Fiction-Autor
- Eric Mabius (* 1971), Schauspieler
- Robert McCurdy (* 1952), Maler
- Andy Middleton (* 1962), Jazzmusiker
- Robert James Miller (1983–2008), Träger der Medal of Honor
- Pauline Moore (1914–2001), Schauspielerin
- Anita Nall (* 1976), Schwimmerin
- Ben Olsen (* 1977), Fußballspieler in der Major League Soccer
- Kimberly Peirce (* 1967), Regisseurin und Drehbuchautorin
- Jill Pipher (* 1955), Mathematikerin
- Gene „Birdlegg“ Pittman (* 1947), Bluesmusiker, Sänger und Songwriter
- Timothy Plowman (1944–1989), Botaniker
- Jim Price (1941–2023), Baseballspieler
- Alexander Ramsey (1815–1903), Politiker, US-Kriegsminister und Senator für Minnesota
- Walter Robb (1928–2020), Ingenieur, Geschäftsmann und Philanthrop
- C. Richard Robins (1928–2020), Hochschullehrer, Umweltschützer und Ichthyologe
- John R. Ryan (* 1945), Vizeadmiral der United States Navy
- Jean Shiley Newhouse (1911–1998), Hochspringerin
- Marlin Skiles (1906–1981), Pianist, Arrangeur und Filmkomponist
- Michele Smith, Model
- Tom Stacks (1899–1936), Jazz-Schlagzeuger und Sänger
- John Quincy Stewart (1894–1972), Astrophysiker
- Donald A. Stroh (1892–1953), Generalmajor der United States Army
- Alyssa Thomas (* 1992), Basketballspielerin
- Amy Tran (* 1980), Feldhockeyspielerin
- Bobby Troup (1918–1999), Jazz-Pianist des Swing, Songwriter und Schauspieler
- David Widder (1898–1990), Mathematiker und Hochschullehrer

## Klimatabelle
|                       | Jan  | Feb  | Mär  | Apr  | Mai   | Jun   | Jul   | Aug  | Sep   | Okt  | Nov  | Dez  |   |      |
| Mittl. Tagesmax. (°C) | 2,5  | 4,4  | 9,3  | 16,1 | 22,2  | 27,2  | 29,2  | 28,2 | 23,8  | 17,4 | 11,1 | 4,4  | ⌀ | 16,4 |
| Mittl. Tagesmin. (°C) | −5,9 | −5,1 | −0,9 | 4,6  | 10,1  | 15,5  | 17,8  | 17   | 12,8  | 5,6  | 1,6  | −3,2 | ⌀ | 5,9  |
|                       |      |      |      |      |       |       |       |      |       |      |      |      |   |      |
| Niederschlag (mm)     | 74,4 | 77,7 | 89,9 | 88,6 | 105,4 | 102,6 | 108,2 | 91,7 | 110,7 | 86,4 | 87,6 | 84,8 | Σ | 1108 |
|                       |      |      |      |      |       |       |       |      |       |      |      |      |   |      |
| Regentage (d)         | 8,4  | 8,3  | 8,7  | 9,2  | 6,3   | 6,1   | 5,2   | 4,2  | 5,8   | 6,2  | 8,5  | 8,3  | Σ | 85,2 |

| −5,9 |

| −5,1 |

| −0,9 |

| 4,6 |

| 10,1 |

| 15,5 |

| 17,8 |

| 17 |

| 12,8 |

| 5,6 |

| 1,6 |

| −3,2 |

| −5,9 |

| −5,1 |

| −0,9 |

| 4,6 |

| 10,1 |

| 15,5 |

| 17,8 |

| 17 |

| 12,8 |

| 5,6 |

| 1,6 |

| −3,2 |

## Weiterführende Informationen